# Telnice u Brna
Telnice (deutsch Telnitz) ist eine Gemeinde in der Region Jihomoravský kraj, (Tschechien) mit etwa 1260 Einwohnern, an der Verbindungsstraße zwischen Hodonín und Brünn. Sie liegt im Tal der Říčka (Goldbach).

## Geschichte
Die erste urkundliche Erwähnung stammt aus dem Jahr 1244. Die Geschichte des Dorfes war geprägt durch den Durchzug kriegerischer Heere. Nach den mongolischen Heeren waren es die Armeen von Napoleon in der Schlacht von Austerlitz und auch der Zweite Weltkrieg verschonte das Dorf nicht.
Der Großteil der Bevölkerung lebt von der Landwirtschaft oder arbeitet in der nahen Hauptstadt Mährens, Brünn.

## Söhne und Töchter der Gemeinde
- Bohuslav Sobotka (* 1971), Regierungschef von Tschechien